# غيرما ولد غيورغيس
غيرما ولد غيورغيس ولد في (28 ديسمبر 1924 - 15 ديسمبر 2018) في مدينة أديس أبابا وهو رئيس جمهورية أثيوبيا. انتخب لمنصب رئيس جمهورية أثيوبيا في 8 أكتوبر 2001 وأعيد انتخابه مرة ثانية في 9 أكتوبر 2007.

## حياته الشخصية
ينتمي غيرما عرقياً إلى شعب أورومو. وهو متزوج ولديه خمسة أطفال. غيرما عضو في كنيسة التوحيد الأرثوذكسية الإثيوبية. ويشتهر على نطاق واسع بحضوره المعتاد في مهرجانات كنيسة تيواهدو الأرثوذكسية الأرثوذكسية أو ماتسمى بمسكل.

## الوفاة
توفي في 17 دسيمبر 2018 عن عمر 94 سنةً، في أديس أبابا.

## روابط خارجية
- غيرما ولد غيورغيس على موقع الموسوعة البريطانية (الإنجليزية)
- غيرما ولد غيورغيس على موقع مونزينجر (الألمانية)
- غيرما ولد غيورغيس على موقع إن إن دي بي (الإنجليزية)